# Эльдорадо (ресторан И. А. Скалкина)
«Эльдора́до» — бывший ресторан и гостиница в Москве, построенные по заказу предпринимателя Ильи Арефьевича Скалкина в 1908 году (автор проекта Л. Н. Кекушев, работы вёл Н. Д. Поликарпов). Здание находится по адресу Красноармейская улица, дом № 1 и является объектом культурного наследия регионального значения.
Старое название ресторана и гостиницы отразилось в названии Эльдорадовского переулка.

## История
В начале XX века эта местность находилась на окраине города, здесь по соседству с дачами богатых промышленников и купцов находились популярные рестораны «Яр», «Аполло» (ныне это знание ЦДАиК), «Мавритания», «Стрельна» и «Эльдорадо». Хозяин последнего, купец Илья Арефьевич Скалкин, начинал с создания хора, выступавшего в ресторане «Золотой якорь». В 1899 году Скалкин купил участок земли в Петровском парке, на котором возвёл ресторан и гостиницу. Название «Эльдорадо» на заграничный манер способствовало привлечению посетителей.
Первоначально заведение представляло собой скромный деревянный дом с резными наличниками и столбами, впрочем внутреннее убранство было выполнено со вкусом. Ресторан прославился выступлениями цыганок и устраивавшимися приезжавшими купцами гуляньями, а хозяин за счёт этого получил возможность построить новое здание. Проект был выполнен архитектором Л. Н. Кекушевым, возведением здания в 1908 году руководил архитектор Н. Д. Поликарпов.

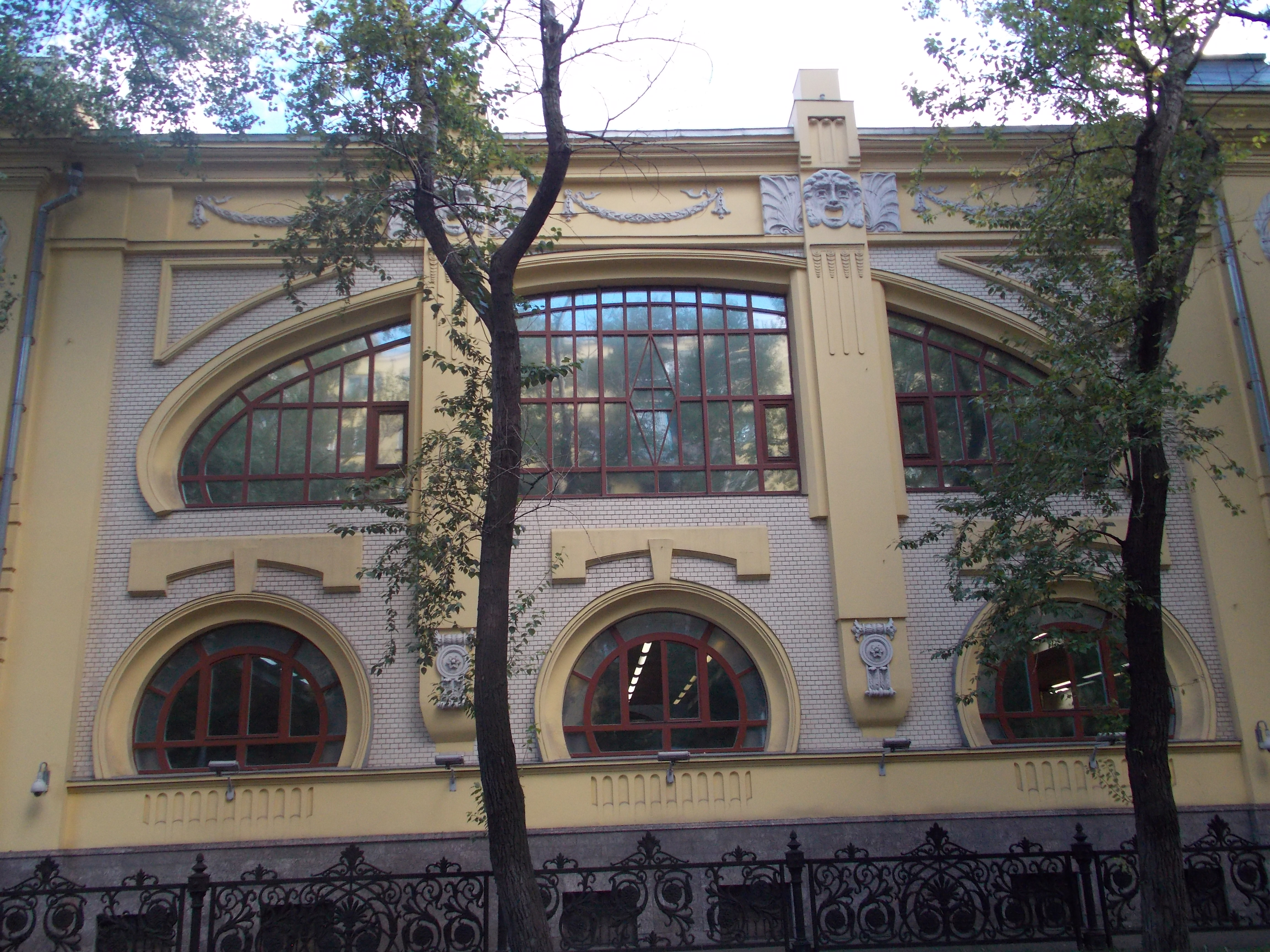
Трёхчастное окно второго этажа

Окна первого этажа дома широкие и имеют полукруглую форму, выходящий на Красноармейскую улицу парадный фасад выделяется большим тройным окном второго этажа, которое расположено над тремя окнами первого. Лепные маски и лавровые венки обращают внимание на связь здания с искусством. Угловая башня с монументальным куполом визуально является центральным объёмом постройки, в ней располагается главный вход. Автором не имеющих аналогов флагодержателей, фонарей и ограды из металла является Кекушев. Мебель для ресторана была произведена на фабрике Смирнова по заказу Скалкина. В ресторане имелся большой зимний сад с тропическими растениями и канарейками, в нём располагалась сцена для различных выступлений, в том числе и созданного ранее хора. По соседству был построен дом для обслуги ресторана.

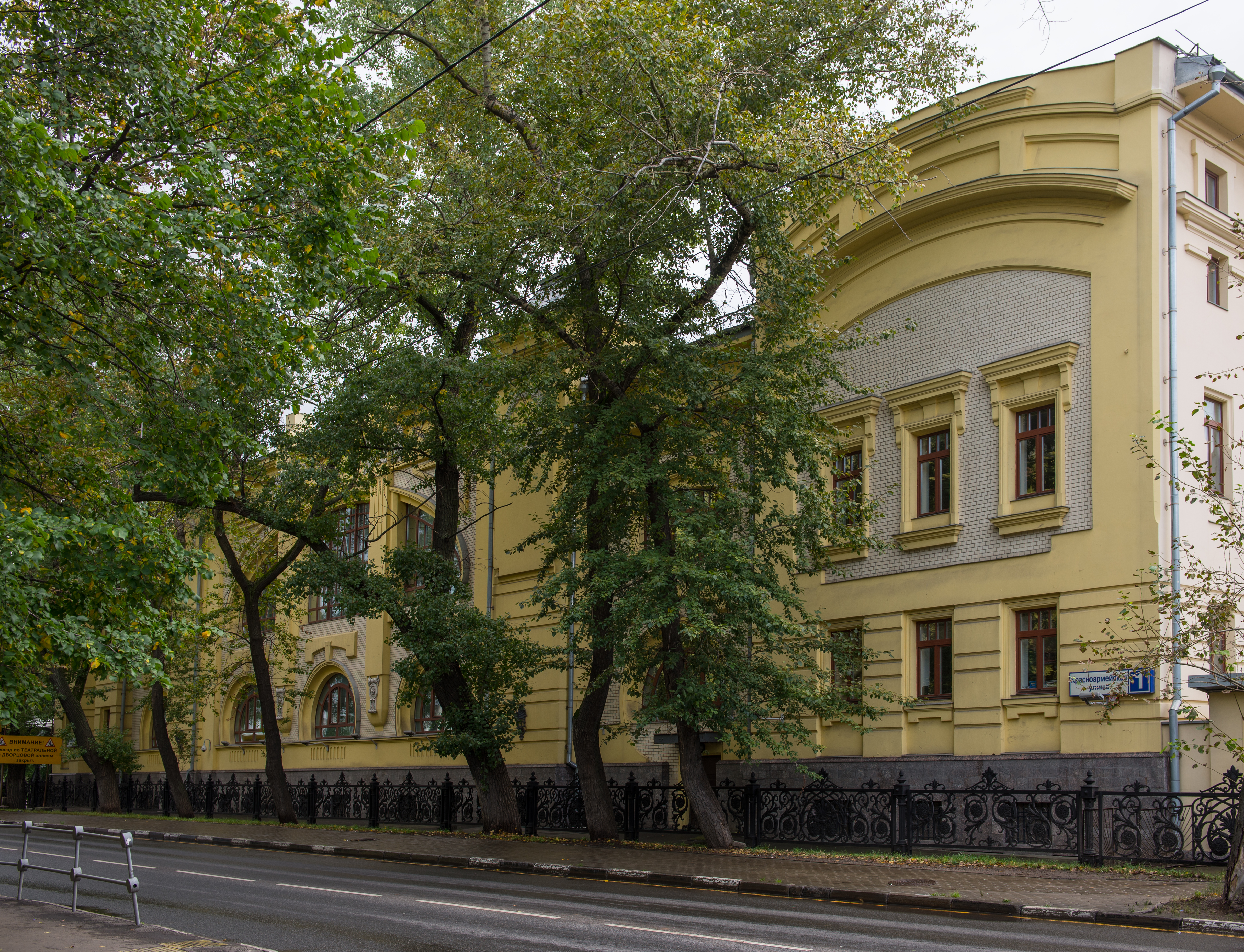
Вид от музея авиации и космонавтики

В ресторане случались не только музыкальные представления, но и драки и даже стрельба, о чём неоднократно писали городские газеты.
Во время Первой мировой войны в части здания разместился госпиталь для раненых на полях сражений, а с приходом большевиков ресторан был окончательно закрыт.
После Октябрьской революции в главном зале ресторана выступил Владимир Ульянов (Ленин) с речью «Советская республика в опасности» — это событие впоследствии помогло сохранить здание.
В 1919 году здесь разместился «Красноармейский клуб имени Розы Люксембург», превратившийся затем в Дом офицеров. Бывший ресторан по-прежнему был центром развлечений, здесь показывали кино и устраивали танцы, причём имя бывшего владельца в народе не было забыто, часто говорили «Пойдём к Скалкину?».
В конце 1980-х годов Дом офицеров съехал, и «Эльдорадо» был надолго заброшен. В 2000-х годах была выполнена реконструкция здания. Во время работ добавилась стеклянная пристройка во дворе, была проведена реставрация фасадов. Окна были заменены, однако в целом их рисунок аналогичен оригинальным.
В настоящее время здание занимает компания «Мечел».